# 德川齊位
德川齊位（1818年7月17日—1837年6月9日），御三卿一橋德川家第5代當主。

## 生平
德川齊位在文政元年六月十五（1818年7月17日）於出生，是田安德川家德川齊匡的第四子，幼名郁之助，文政八年（1825年）二月初六過繼給一橋家當主德川齊禮作養子，7天後改名豐之助。
文政十年（1827年）六月二十五他元服，接受伯父、幕府將軍德川家齊的偏諱，改名齊位，並敘任從三位左近衛權中將兼民部卿。
文政十三年（1830年）六月十四養父齊禮過世，他在七月十九繼任一橋家當主，到天保六年（1835年）任職參議。
不過，齊位繼承一橋家僅僅七年就就夭折了，年僅20歲，天保十四年（1843年）四月初二贈官權中納言，並由德川將軍家迎來將軍德川家慶第五子慶昌作末期養子成為一橋家家督。
| 德川齊位        |                               |                 |
| 王位覬覦者      |                               |                 |
| 前任： 德川齊禮 | 一橋德川家當主 1830年－1837年 | 繼任： 德川慶昌 |